# Lacey Duvalle
Lacey Duvalle (5. dubna 1982, Washington, D.C.) je americká pornoherečka.

## Ocenění a nominace
- 2009: Urban X Awards Winner – Best POV Sex Scene – Tunnel Vision